# Чистяков В'ячеслав Миколайович
В'ячеслав Миколайович Чистяков (рос. Вячеслав Николаевич Чистяков; 18 грудня 1980, м. Свердловськ, СРСР) — російський хокеїст, нападник.

## Ігрова кар'єра
Виступав за «Металург» (Сєров), «Металург» (Магнітогорськ), «Мечел» (Челябінськ), «Трактор» (Челябінськ), «Зауралля» (Курган), «Супутник» (Нижній Тагіл), «Автомобіліст» (Єкатеринбург), «Газовик» (Тюмень).
Брат: Сергій Чистяков.

## Досягнення
- Бронзовий призер чемпіонату Росії — 2000.